# Morab, Raybag
Morab là một làng thuộc tehsil Raybag, huyện Belgaum, bang Karnataka, Ấn Độ.